# Deniz Aslan
Deniz Aslan (Zaandam, 9 februari 1989) is een Nederlands-Turks voormalig voetballer die doorgaans speelde als rechtsback. Tussen 2010 en 2021 was hij actief voor Helmond Sport, Bursaspor, Antalyaspor, Linyitspor, Elazığspor, Boluspor, Karşıyaka, Kartalspor, FC Emmen en OFC Oostzaan.

## Carrière
Aslan doorliep de jeugdopleiding van Ajax en stapte in de zomer van 2010 over naar Helmond Sport. Daar debuteerde hij op 13 augustus 2010, toen er onder Jurgen Streppel met 0–1 werd gewonnen op bezoek bij De Graafschap. Aslan mocht direct in de basis beginnen. Tien wedstrijden later lonkte het grote Bursaspor uit zijn tweede vaderland Turkije en hij vertrok dan ook.
Na een jaar daar niet gespeeld te hebben, nam Antalyaspor de verdediger over, maar na opnieuw een half jaar zonder wedstrijd, werd hij verhuurd aan Linyitspor. Bij die club speelde hij twaalf duels en het was genoeg om Elazığspor te overtuigen om hem aan te trekken. Bij de club in de Süper Lig tekende Aslan voor twee jaar. Na één seizoen verkaste hij naar Boluspor. In het seizoen 2015/16 speelde hij voor Karşıyaka en Kartalspor.
In de zomer van 2016 verkaste Aslan naar FC Emmen, waar hij zijn handtekening zette onder een verbintenis voor de duur van één seizoen. Na één seizoen en achttien competitieduels verliet hij Emmen weer. Aslan zat een jaar zonder club, waarna hij ging spelen voor OFC Oostzaan. Drie jaar later verliet hij OFC.

## Clubstatistieken
| Seizoen | Club                  | Competitie     | Competitie | Competitie | Beker | Beker | Internationaal | Internationaal | Totaal | Totaal |
| Seizoen | Club                  | Competitie     | Wed.       | Dlp.       | Wed.  | Dlp.  | Wed.           | Dlp.           | Wed.   | Dlp.   |
| ------- | --------------------- | -------------- | ---------- | ---------- | ----- | ----- | -------------- | -------------- | ------ | ------ |
| 2010/11 | Helmond Sport         | Eerste divisie | 11         | 1          | 1     | 0     | —              | —              | 12     | 1      |
| 2011/12 | Bursaspor             | Süper Lig      | 0          | 0          | 0     | 0     | 0              | 0              | 0      | 0      |
| 2012/13 | Antalyaspor           | Süper Lig      | 0          | 0          | 0     | 0     | —              | —              | 0      | 0      |
| 2012/13 | → Tavşanlı Linyitspor | 1. Lig         | 12         | 1          | 0     | 0     | —              | —              | 12     | 1      |
| 2013/14 | Elazığspor            | Süper Lig      | 16         | 0          | 7     | 0     | —              | —              | 23     | 0      |
| 2014/15 | Boluspor              | 1. Lig         | 29         | 0          | 0     | 0     | —              | —              | 29     | 0      |
| 2015/16 | Karşıyaka             | 1. Lig         | 2          | 0          | 2     | 0     | —              | —              | 4      | 0      |
| 2015/16 | Kartalspor            | 2. Lig         | 12         | 1          | 0     | 0     | —              | —              | 2      | 0      |
| 2016/17 | FC Emmen              | Eerste divisie | 22         | 0          | 0     | 0     | —              | —              | 2      | 0      |
| Totaal  | Totaal                | Totaal         | 104        | 3          | 13    | 0     | 0              | 0              | 117    | 3      |